# Ананіно (Пожарське сільське поселення)
Ананіно (рос. Ананино) — присілок в Бабаєвському районі, Вологодська область, Росія.
Входить до складу Пожарського сільського поселення, з точки зору адміністративно-територіальногу поділу — в Пожарську сільраду.
Розташована на берегах річки Лабокша. Відстань по автодорозі до районного центра Бабаєво — 75 км, до центру муніципального утворення присілка Пожара — 5 км. Найближчі населені пункти — Комарово, Огризово, Чуніково.
За переписом 2002 року населення — 48 осіб (24 чоловіки, 24 жінки). Переважна національність — росіяни (98%).